# Liste der Baudenkmale in Dettmannsdorf
In der Liste der Baudenkmale in Dettmannsdorf sind alle Baudenkmale der Gemeinde Dettmannsdorf im Landkreis Vorpommern-Rügen und ihrer Ortsteile aufgelistet. Grundlage ist die Veröffentlichung der Denkmalliste des Landkreises Vorpommern-Rügen, Auszug aus der Kreisdenkmalliste vom Juli 2012.

## Dettmannsdorf
| ID           | Lage                  | Bezeichnung                                                     | Beschreibung | Bild |
| ------------ | --------------------- | --------------------------------------------------------------- | ------------ | ---- |
| 261 Wikidata | Dorfstraße 19 (Karte) | Gutshaus                                                        |              |      |
| 262 Wikidata | Marlower Straße       | Kriegerdenkmal zur Erinnerung an die Völkerschlacht bei Leipzig |              |      |
| 263 Wikidata | Marlower Straße       | Kriegerdenkmal 1914/1918                                        |              |      |

## Dudendorf
| ID           | Lage                     | Bezeichnung                                                    | Beschreibung | Bild           |
| ------------ | ------------------------ | -------------------------------------------------------------- | ------------ | -------------- |
| 289 Wikidata | Am Schlossberg 1 (Karte) | Gutsanlage mit Gutshaus und Wirtschaftsgebäude (Gut Dudendorf) |              | Weitere Bilder |
| 290 Wikidata | Am Schlossberg 2 (Karte) | Wohnhaus                                                       |              |                |
| 291 Wikidata | nach Kucksdorf           | Alte Landstraße mit Kopfsteinpflasterung und Lindenallee       |              |                |

## Kölzow
| ID            | Lage                     | Bezeichnung                       | Beschreibung | Bild           |
| ------------- | ------------------------ | --------------------------------- | ------------ | -------------- |
| 264 Wikidata  | Am Park 5 (Karte)        | Gutshaus mit Landschaftspark      |              | Weitere Bilder |
| 1361 Wikidata | Bei der Kirche 3 (Karte) | Pfarrhaus und Nebengebäude        |              |                |
| 266 Wikidata  | Bei der Kirche 5 (Karte) | ehemalige Schule                  |              |                |
| 265 Wikidata  | Bei der Kirche 7 (Karte) | Kirche mit Friedhof und Mausoleum |              | Weitere Bilder |

## Quelle
- Denkmalliste des Landkreises Vorpommern-Rügen